# لوور-ریوولی (متروی پاریس)
لوور-ریوولی (فرانسوی: Louvre–Rivoli‎) یکی از ایستگاه‌های خط ۱ متروی پاریس است که در نزدیکی خیابان روولی و موزه لوور واقع شده و در سال ۱۹۰۰ تأسیس شده‌است. در سال ۲۰۱۹ میلادی ۲٬۶۳۳٬۳۶۹ مسافر از این ایستگاه استفاده کرده‌اند.

## نگارخانه

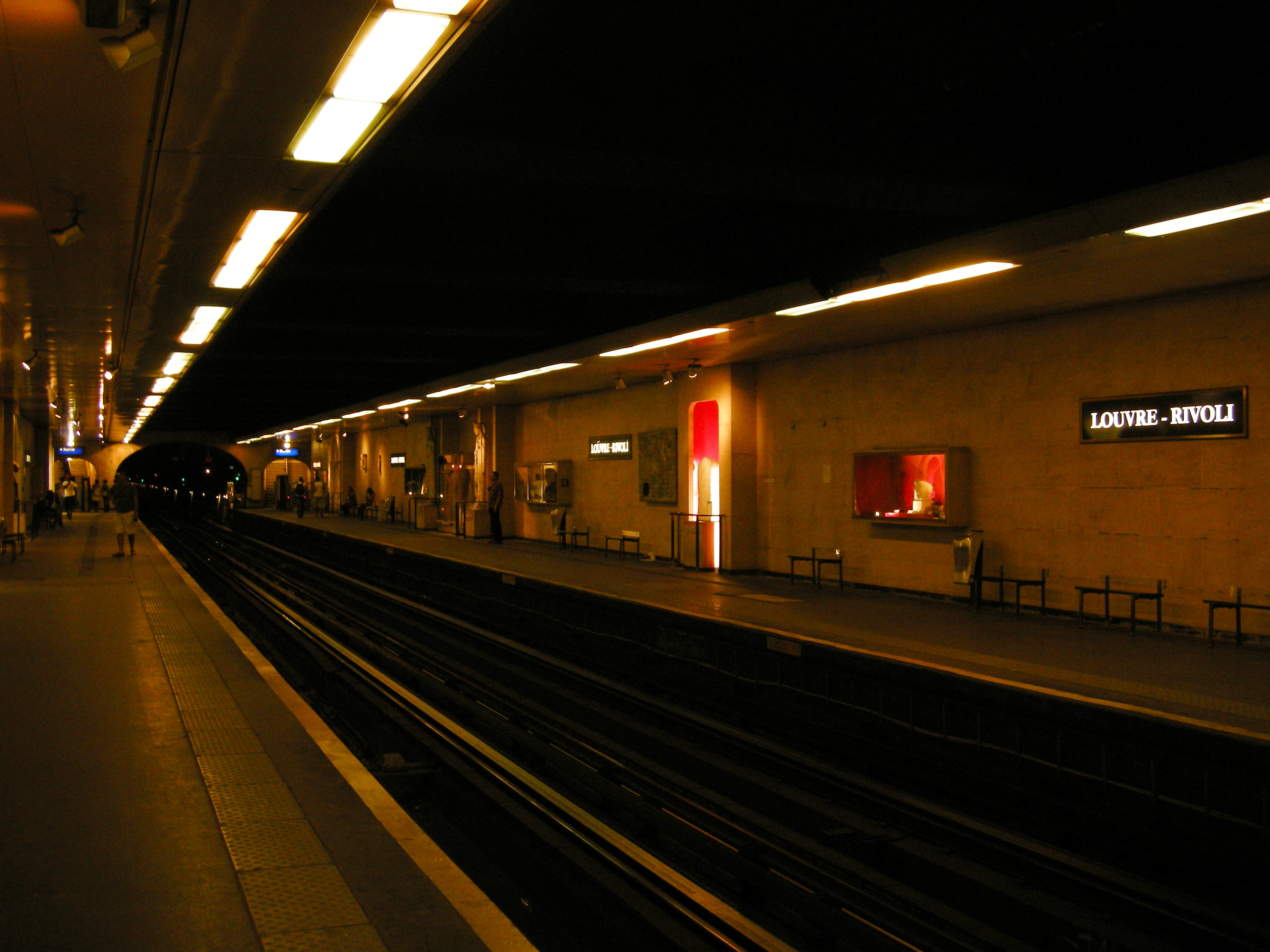
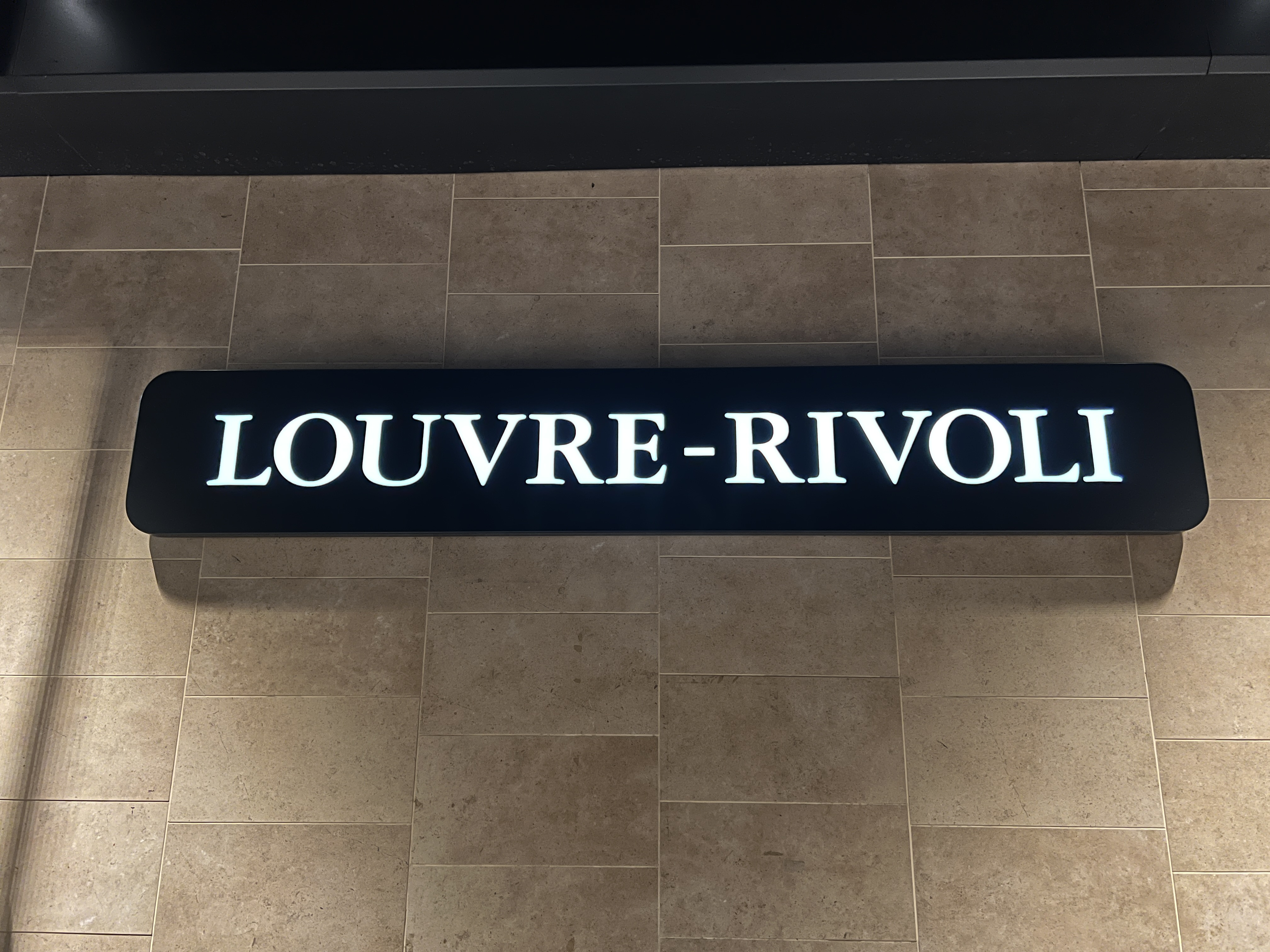
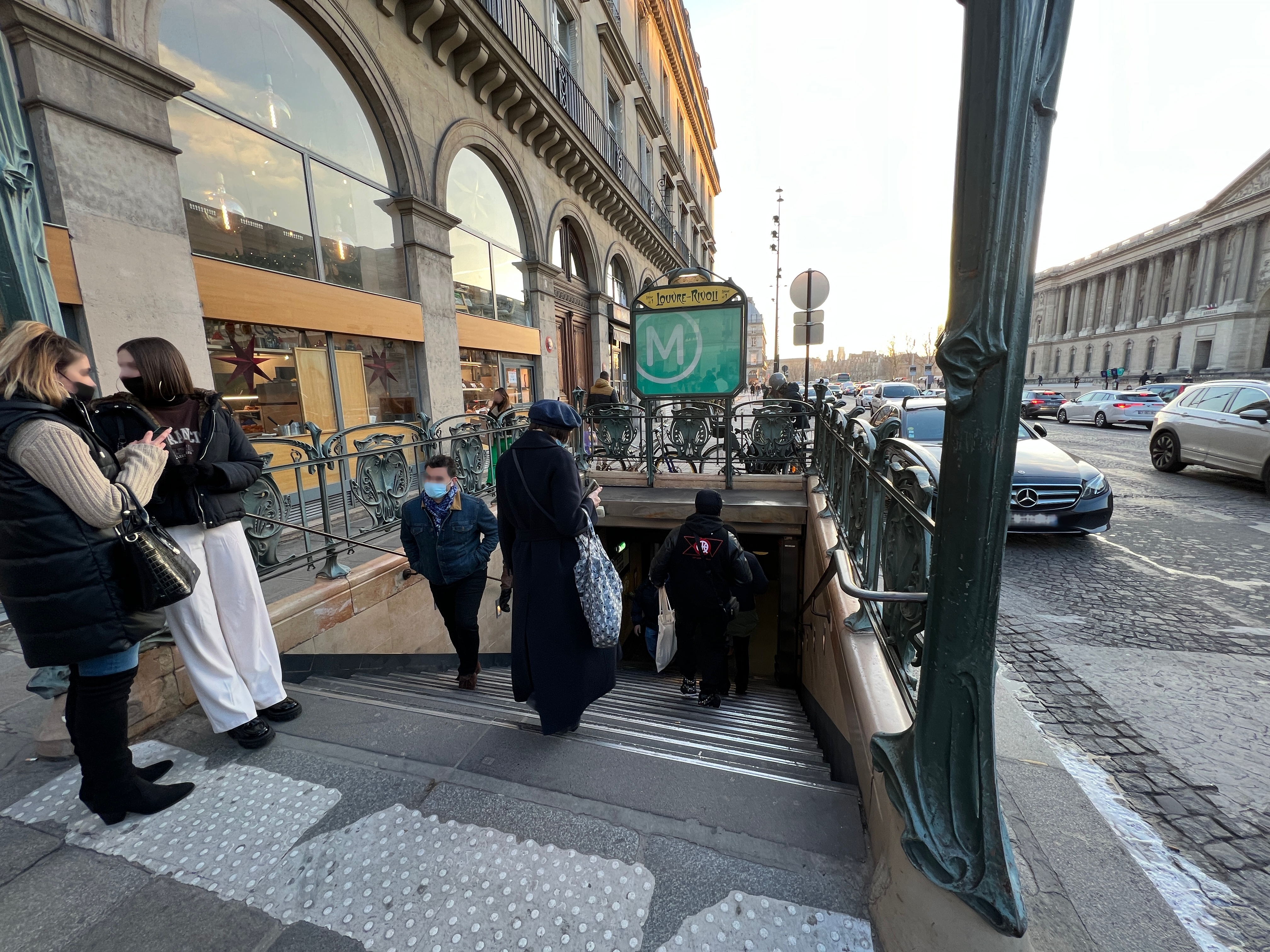
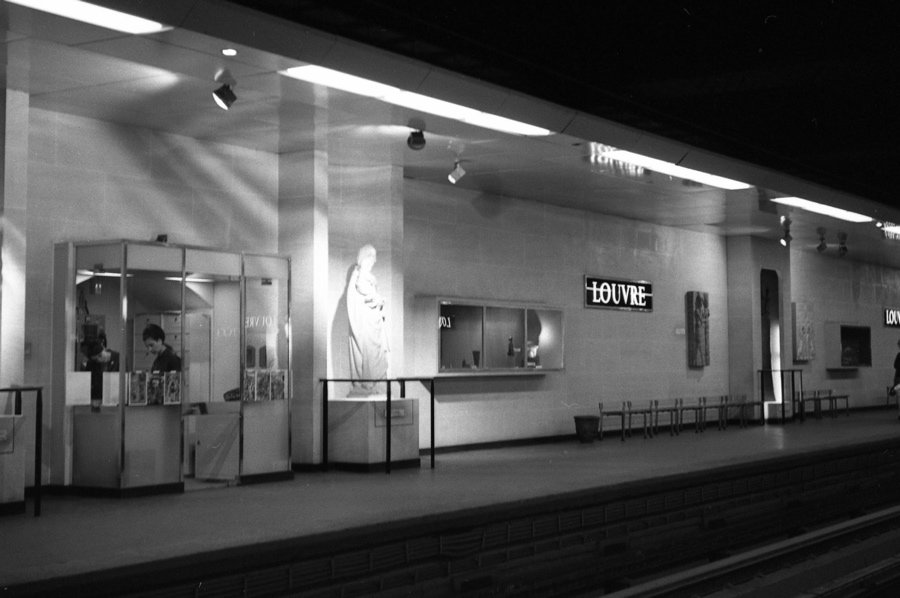